# Los Remedios, Michoacán de Ocampo
Los Remedios är en ort i Mexiko.   Den ligger i kommunen Tlalpujahua och delstaten Michoacán de Ocampo, i den sydöstra delen av landet, 120 km väster om huvudstaden Mexico City. Los Remedios ligger 2 702 meter över havet och antalet invånare är 830.
Terrängen runt Los Remedios är kuperad. Runt Los Remedios är det ganska tätbefolkat, med 179 invånare per kvadratkilometer. Närmaste större samhälle är Tlalpujahua de Rayón, 2,3 km öster om Los Remedios. Trakten runt Los Remedios består till största delen av jordbruksmark.